# Friedlieb Pfannkuch
Friedlieb Pfannkuch (* vor 1955) ist ein deutscher Pathologe und Hochschullehrer.

## Leben und Wirken
Friedlieb Pfannkuch absolvierte sein Studium der Humanmedizin an der Freien Universität Berlin. Er ist promovierter Facharzt für Pathologie. Außerdem ist er Experte für nichtklinische Sicherheit mit langjähriger Erfahrung in der experimentellen Toxikologie und Sicherheitsbewertung aller Stadien der Arzneimittelentwicklung. Er hat zu internationalen pharmazeutischen Konsortien wie Toxizitätstests von Alternativen zu FCKW-Treibmitteln (IPACT), Arbeitsgruppen der Internationalen Harmonisierungskonferenz (ICH) und der ILSI-Taskforce für Lebensmittelsicherheit in Europa beigetragen.  
Als Professor leitete er das EU-Rahmenprogramm 6-Projekt InnoMed „Predictive Toxicology“ (PredTox). Außerdem war er Mitglied der wissenschaftlichen Beiräte des RP7-Projekts „Predict-iv“ und des niederländischen Toxicogenomics Consortium (NTC).  
Des Weiteren war er von 2006 bis 2013 Präsident der Schweizerischen Gesellschaft für Toxikologie, Leiter der Experimentellen Toxikologie bei Ciba-Geigy, Leiter der Abteilung „Vorklinische Sicherheit“ bei Yamanouchi sowie Senior Scientific Expert bei Global Non-Clinical Drug Safety der Pharmaabteilung von Roche in Basel. 
Er lehrt als Professor an der Universität Basel.